# Lois Smith
Lois Smith (Topeka, Kansas; 3 de noviembre de 1930) es una actriz estadounidense cuya carrera en el teatro, cine y televisión se ha extendido por siete décadas.

## Biografía
Smith nació como Lois Arlene Humbert en Topeka, Kansas, hija de Carrie Davis (de soltera Gottshalk) y William Oren Humbert, quién era un empleado de una compañía telefónica. Es graduada de la Universidad de Washington.
Después de dos apariciones en televisión, Smith hizo su debut en el cine en East of Eden, Mi vida es mi vida, Up the Sandbox, Four Friends, Atracción fatal, Tomates verdes fritos, How to Make an American Quilt, Hard Promises, Dead Man Walking, Twister, Minority Report, Tumbleweeds y Hollywoodland.
Ha sido activa en televisión apareciendo en series, telenovelas, dramas, y comedias.

## Vida personal
Estuvo casada con Wesley Dale Smith, un profesor, desde el 5 de noviembre de 1948 hasta su divorcio en 1970; tiene una hija.